# 尼克·麥金姆

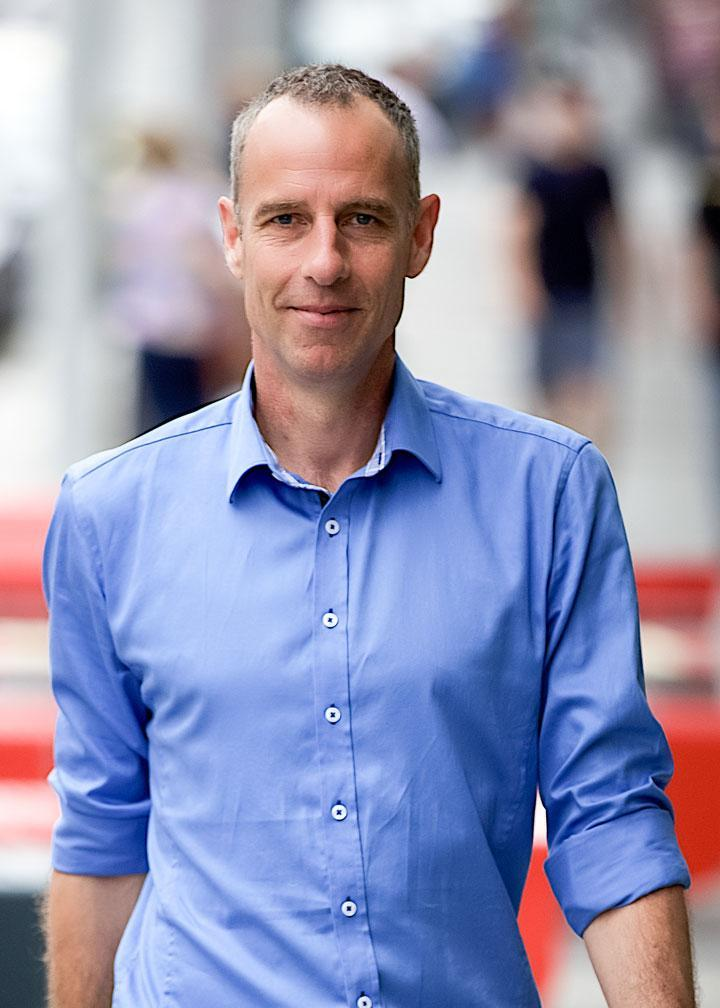

尼克·麥金姆（Nick McKim，1965年6月11日—）是一位澳洲政治人物，他的黨籍是澳洲綠黨。自2015年開始，他是代表塔斯馬尼亞州的澳大利亞參議院議員之一。他出生在倫敦。